# داينا إدواردز
داينا إدواردز (بالإنجليزية: Dayna Edwards)‏ هو لاعب اتحاد الرغبي أسترالي، ولد في 14 مارس 1985 في وانجانوي في نيوزيلندا.

## وصلات خارجية
- داينا إدواردز عل موقع إسبنسكروم (الإنجليزية)
- داينا إدواردز على موقع ItsRugby.co.uk (الإنجليزية)